# Szabolcs Fazakas
Szabolcs Fazakas (Budapest, 26 ottobre 1947 – 31 marzo 2020) è stato un politico ungherese.
È stato europarlamentare dal 2003 al 2009, durante la V e la VI legislatura.
Inoltre è stato membro del gruppo socialista al Parlamento europeo e ha lavorato nella commissione per il controllo dei bilanci, della quale è stato presidente dal 23 luglio 2004 al 14 gennaio 2007.